# Verax
《Verax》是2013年香港短片，描写爱德华·斯诺登危机。制片人是謝夫·發露（Jeff Floro）、李健恩（Edwin Lee）、謝兆龍（Shawn Tse）和崔正傑（Marcus Tsui）。他們上載這段短片至YouTube。

## 人物角色
真實人物
- 爱德华·斯诺登 （Edward Snowden） - Andrew Cromeek

虛構人物
- 中央情報局站长 Carl Hamilton - Thomas Easterling
- 中央情報局分析員 Owen Fielding - Gabe Ostley
- 中央情報局行動經理 - Robert Hinson
- 保安部警察 曾德龍 （Tsang Tak-long） - 錢尚文 （Edwin Chin）
- 保安部警察 李達志 （Vincent Lee） -  劉彥德 （Justin Lau）
- 保安部警察 胡麗莎 （Vanessa Wu） - Cindy Wong
- 國家安全部武官 漢 衞 （Han Wei）- 曾 昊 （Simon Zeng Hao）
- 劉麗斯 （Lecia Lau）- 黃詩藝 （Shi Yi Ng）
- 胡星尉 （Wu Xingwei）- 郭愛兵 （Guo Aibing）

## 外部連結
- （英文） Verax（页面存档备份，存于） - 斯諾登短片 (中文字幕)
- （英文） Fallout Media （页面存档备份，存于） - 李健恩網站
- （英文） 崔正傑網站 （页面存档备份，存于）
- 互联网电影数据库（IMDb）上《Verax》的资料（英文）
- 豆瓣电影上《Verax》的資料 （简体中文）
- "青年拍片纪念斯诺登." 《東方新聞》. 2013年7月3日.
- 法 广. "美国曾致电厄瓜多尔要求拒绝给斯诺登签发庇护申请 （页面存档备份，存于）." 《法国国际广播电台》.
- "4名香港制片人 拍摄首部斯诺登电影 （页面存档备份，存于）." 新浪. 2013年6月30日.
- "港人搶拍斯諾登逃亡片 （页面存档备份，存于）." 《蘋果日報》. 2013年6月30日.
- 法新社. "香港拍摄首部“斯诺登事件”影片 （页面存档备份，存于）." 《每日新闻》, 《世界报》. 2013年6月30日.